# Robin Pflugrad
Robin Pflugrad (Eugene, Oregon, 1958. november 29. –) amerikai amerikaifutball-játékos és -edző, 2018 és 2022 között a Northern Arizona Lumberjacks helyettes vezetőedzője és tight endjeinek edzője. 2010–2011-ben a Montana Grizzlies, 2017-ben pedig a Phoenix Bears vezetőedzője volt.
2014-ben a KPHO-TV elemzője, valamint a Cougfan.com kolumnistája volt. A Pflugrad Athletic Consulting sporttanácsadó vállalat igazgatója.

## Pályafutása

### Kezdetek
A North Eugene középiskolában érettségizett, majd a Portlandi Állami Egyetemre járt, ahol 1979-ben az amerikaifutball-csapat kapitánya volt. A következő évben a Portland State Vikings, 1981-ben pedig egykori középiskolájának edzőhelyettes volt. 1982 és 1985 között a Vikingsnél Don Read helyettese volt, akit a Montana Grizzlieshez is követett.

### Pacific-10 Conference
1995 és 2000 között az Arizona State Sun Devils toborzója és wide receivereinek edzője volt. 1996-ban megnyerték a konferenciabajnokságot. 2001 és 2005 között a Washington State Cougars tight endjeinek edzője, toborzója és helyettes vezetőedzője volt; a csapat három egymás utáni szezonban is tízszer győzött. Toborzói képességei miatt Bill Doba vezetőedző „A bulldognak” becézte.
2002-ben a Montana Grizzlies vezetőedzője lett volna, de nem vették fel; ugyanekkor az Alabama Crimson Tide is pozíciót kínált neki, de ő inkább a Cougarsnál maradt. 2005-ben az Oregon Ducks wide receivereinek edzője lett, hogy ő és felesége idős szüleik közelében lehessenek. 2007-ben fia is játékosai között volt.
2006 tavaszán csigolyaműtéte volt. Pályafutása során két tucat All-America-díjas vagy jövőbeli NFL-játékost nevelt ki.

### Montana Grizzlies
2009-ben a Montana Grizzlies wide receivereinek edzője lett. Miután felettese, Bobby Hauck távozott, két másik jelölttel (Brent Pease és Dave Doeren) szemben vezetőedzővé nevezték ki. Felvétele után azt nyilatkozta, hogy csapattagjaitól gyors támadójátékot szeretne látni. 2011-ben megnyerték a Big Sky Conference bajnokságát, és kijutottak az NCAA tornájára is; ezen győzelmeket szabálysértés miatt az NCAA 2013-ban érvénytelenítette. Pflugradot jelölték az Eddie Robinson-díjra.
2012. március 29-én Royce Engstrom rektor tájékoztatta, hogy szerződését nem hosszabbítják meg; egyesek szerint ennek oka a csapattal szembeni nézeteltérések voltak. A mellette állók az alkohol- és drogprevenciós előadásait említették védelmében. 2013-ban a Weber State Wildcats edzője volt, ahol a csapat a Montana Grizzliesszel játszott; a mérkőzésen Pflugrad kifejezte elkötelezettségét korábbi munkaadója iránt. Szerinte távozásának hátterében politikai machinációk állnak; a rektor ajánlólevele szerint semmilyen hibát nem vétett és kiemeli edzői képességeit. Ezt később a The Oregoniannak adott interjújában Peggy Kuhr ideiglenes vezetőedző is megerősítette.

### Edzőhelyettesként
2013-ban a Weber State Wildcats támadókoordinátora lett; a következő évben Jody Sears vezetőedző kirúgásakor neki is távoznia kellett.
2015 áprilisában a Phoenix Bears támadókoordinátora lett.

## Családja
Feleségével, Marlene-nel egy lányuk (Amanda) és egy fiuk (Aaron) született.

## Eredményei vezetőedzőként

### Junior
| Év                                             | Eredmény                                       | Eredmény                                       | Helyezés                                       |
| Év                                             | Összesített                                    | Konferencia                                    | Helyezés                                       |
| Phoenix Bears (Western States Football League) | Phoenix Bears (Western States Football League) | Phoenix Bears (Western States Football League) | Phoenix Bears (Western States Football League) |
| ---------------------------------------------- | ---------------------------------------------- | ---------------------------------------------- | ---------------------------------------------- |
| 2017                                           | 3–7                                            | 2–5                                            | T–6.                                           |

### Egyetemi
| Év | Eredmény                               | Eredmény                               | Helyezés                               | Továbbjutás                            | Rangsor                                | Rangsor                                |
| Év | Összesített                            | Konferencia                            | Helyezés                               | Továbbjutás                            | TSN                                    | Coaches                                |
| Montana Grizzlies (Big Sky Conference) | Montana Grizzlies (Big Sky Conference) | Montana Grizzlies (Big Sky Conference) | Montana Grizzlies (Big Sky Conference) | Montana Grizzlies (Big Sky Conference) | Montana Grizzlies (Big Sky Conference) | Montana Grizzlies (Big Sky Conference) |
| --- | -------------------------------------- | -------------------------------------- | -------------------------------------- | -------------------------------------- | -------------------------------------- | -------------------------------------- |
| 2010 | 7–4                                    | 5–3                                    | T–3.                                   | –                                      | 20                                     | 21                                     |
| 2011* | 6–3                                    | 5–1                                    | T–1.                                   | NCAA elődöntő                          | 5                                      | 5                                      |
| Összesen: | 13–7                                   | 10–4                                   | –                                      | –                                      | –                                      | –                                      |
| * A 2011-es szezon 5 összesített és 2 konferenciagyőzelmét az NCAA 2013-ban érvénytelenítette, ezekkel együtt eredményük 11–3, illetve 7–1 lenne. |                                        |                                        |                                        |                                        |                                        |                                        |
| Jelmagyarázat: Konferenciabajnok |                                        |                                        |                                        |                                        |                                        |                                        |

## Fordítás
- Ez a szócikk részben vagy egészben  a   Robin Pflugrad című angol Wikipédia-szócikk ezen változatának fordításán alapul.  Az eredeti cikk szerkesztőit annak laptörténete sorolja fel. Ez a jelzés csupán a megfogalmazás eredetét és a szerzői jogokat jelzi, nem szolgál a cikkben szereplő információk forrásmegjelöléseként.